# Kennemer Boekhandel
De Kennemer Boekhandel is een zelfstandige Nederlandse boekhandel gevestigd in Haarlem aan de Kleverparkweg in de Kleverparkbuurt. Een kinderboekwinkel is onderdeel van het bedrijf. De firma is aangesloten bij de Libris-inkoopcombinatie.

## Geschiedenis

### Oprichting
De Kennemer Boekhandel is in 1996 opgericht door Rob Luckerhof (1950) en Faminda Breeuwsma (1947). Toen Luckerhof en Breeuwsma met de boekhandel begonnen, hadden ze al de nodige kennis van het boekenvak. Luckerhof werkte na zijn studie sociologie zeventien jaar in de uitgeverswereld, waaronder de Koninklijke Nederlandse Uitgeversbond. Breeuwsma was, samen met Dries Langeveld en Simon Vinkenoog verbonden aan het tweemaandelijkse spirituele tijdschrift Bres, dat ook boeken uitgaf.
De boekhandel werd gevestigd aan Kleverparkweg 5. Toen in 1998 de grotere winkel op nummer 3 beschikbaar kwam verhuisden ze daarheen, de opening geschiedde door de auteur Jan Wolkers.

### Kinderboekwinkel
In 2007 werd de Kennemer Boekhandel uitgebreid met een aparte winkel voor kinderen in het naastgelegen pand. Die kreeg een eigen naam: ‘KB Junior’. Volgens Breeuwsma was de kinderhoek in de Kennemer Boekhandel al een paar jaar 'uit zijn jasje gegroeid'.

### BoekenpanelDe Wereld Draait Door
De winkel in Haarlem-Noord kreeg landelijke bekendheid toen Casper Luckerhof (1988), de zoon van Luckerhof en Breeuwsma die in de winkel werkte, vanaf 30 september 2014 deelnam aan het Boekenpanel van het televisieprogramma De Wereld Draait Door. In december 2015 stopte hij als panellid toen hij ging werken voor een uitgeverij.

### Nominaties Boekhandelaar van het Jaar
In 2014 werden vader en zoon Luckerhof ieder apart genomineerd voor de titel Beste Boekverkoper van het Jaar. Vier jaar later werd vader Luckerhof wederom genomineerd. Beiden moesten het uiteindelijk steeds afleggen tegen de winnaar.

### Nieuwe eigenaar
Op 1 oktober 2019 nam bedrijfsleider en oud-redacteur van het Boekblad Vincent Elzinga (1976) de Kennemer Boekhandel over. Hij behield het karakter van de winkel, waar de nadruk ligt op literatuur en non-fictie. Ook de afdeling klassiekers bleef gehandhaafd. In 2020 introduceerde hij een sectie met literatuur in de oorspronkelijke taal. Nadat Boekhandel Gillissen & Co, eveneens in Haarlem-Noord gevestigd, in 2020 sloot, verhuisde een deel van de boekencollectie van deze winkel naar de Kennemer Boekhandel.

## Karakteristieken
Als zelfstandige boekhandel is het titelaanbod niet afhankelijk van de keuzes gemaakt op het hoofdkantoor van een moederconcern. De zaak heeft op 140 vierkante meter een kleine 20.000 verschillende titels staan. De winkel faciliteert de Kennemer Leesclub en organiseert bijna wekelijks een bijeenkomst met een auteur, die voorleest uit eigen werk of daarover wordt geïnterviewd. Ook participeert de Kennemer Boekhandel in de Stichting Literair Haarlem, die zich beijvert voor literaire evenementen in Haarlem, waaronder het Haarlems Literatuur Festival.